# Acerbo nimis
Acerbo nimis − czwarta encyklika papieża Piusa X sygnowana datą 15 kwietnia 1905. W tej encyklice papież porusza kwestię katechizacji. 